# Акунья (муниципалитет)
Акунья (исп. Acuña) — муниципалитет в Мексике, штат Коауила, с административным центром в городе Сьюдад-Акунья. Численность населения, по данным переписи 2020 года, составила 163 058 человек.

## Общие сведения
Название Acuña дано в честь мексиканского поэта Мануэля Акуньи (исп. Manuel Acuña).
Площадь муниципалитета равна 11464 км², что составляет 7,56 % от площади штата, а наивысшая точка — 1401 метр, расположена в поселении Эль-Сентинела.
На юге он граничит с другими муниципалитетами штата Коауилы: Окампо, Мускисом, Сарагосой и Хименесом, а на севере, востоке и западе проходит государственная граница с США.

## Учреждение и состав
Муниципалитет был образован в 1912 году, в его состав входит 206 населённых пунктов, самые крупные из которых:
| Код INEGI                  | Населённый пункт                                                                            | Численность населения (2005 год) | Численность населения (2010 год) | Численность населения (2020 год) |
| -------------------------- | ------------------------------------------------------------------------------------------- | -------------------------------- | -------------------------------- | -------------------------------- |
| 002                        | Всего                                                                                       | 126238                           | 136755                           | 163058                           |
| 0001                       | Сьюдад-Акунья (исп. Ciudad Acuña) 29°19′48″ с. ш. 100°58′42″ з. д. (административный центр) | 124232                           | 134233                           | 160225                           |
| 0020                       | Лас-Куэвас (исп. Las Cuevas) 29°17′44″ с. ш. 100°58′13″ з. д.                               | 130                              | 399                              | 559                              |
| 0455                       | Лас-Торрес (исп. Las Torres) 29°17′13″ с. ш. 100°54′53″ з. д.                               | —                                | 274                              | 446                              |
| 0138                       | Кальес (исп. Calles) 29°13′55″ с. ш. 100°53′32″ з. д.                                       | 355                              | 373                              | 361                              |
| 0005                       | Бальконес (исп. Balcones) 29°16′47″ с. ш. 100°52′47″ з. д.                                  | 240                              | 263                              | 300                              |
| 0027                       | Эль-Венадито (исп. El Venadito) 29°13′56″ с. ш. 100°52′33″ з. д.                            | 141                              | 127                              | 148                              |
| 0006                       | Буэна-Виста (исп. Buena Vista) 29°14′50″ с. ш. 100°54′37″ з. д.                             | 105                              | 133                              | 134                              |
| —                          | Прочие                                                                                      | 1035                             | 953                              | 885                              |
| Названия на карте Генштаба |                                                                                             |                                  |                                  |                                  |

## Экономическая деятельность
По статистическим данным 2000 года, работоспособное население занято по секторам экономики в следующих пропорциях:
- сельское хозяйство, скотоводство и рыбная ловля — 1,6 %;
- промышленность и строительство — 60,4 %;
- торговля, сферы услуг и туризма — 35,8 %;
- безработные — 2,2 %.

## Инфраструктура
По статистическим данным 2010 года, инфраструктура развита следующим образом:
- электрификация: 99,1 %;
- водоснабжение: 98,7 %;
- водоотведение: 96,7 %.

## Фотографии

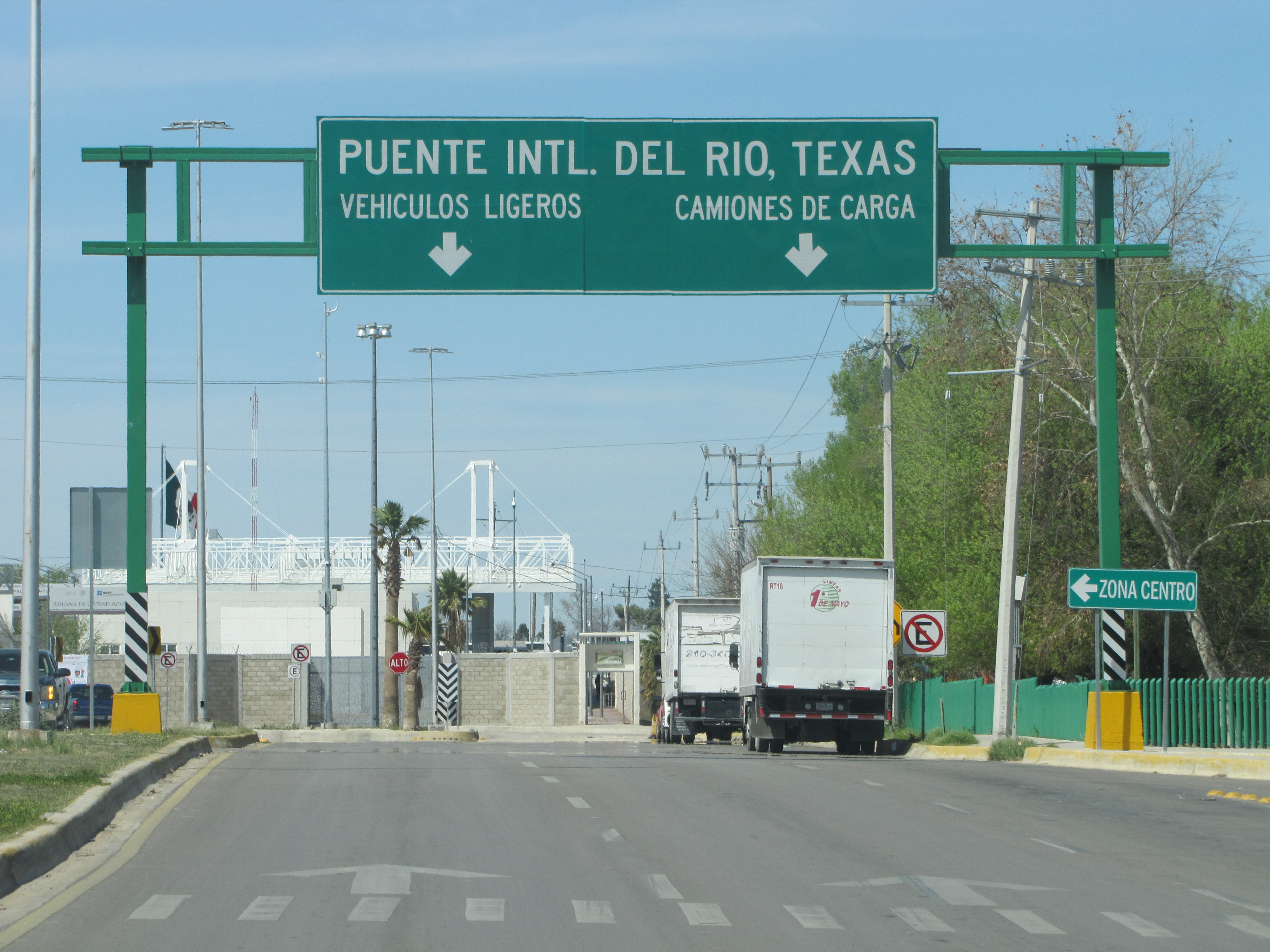
Пункт перехода государственной границы
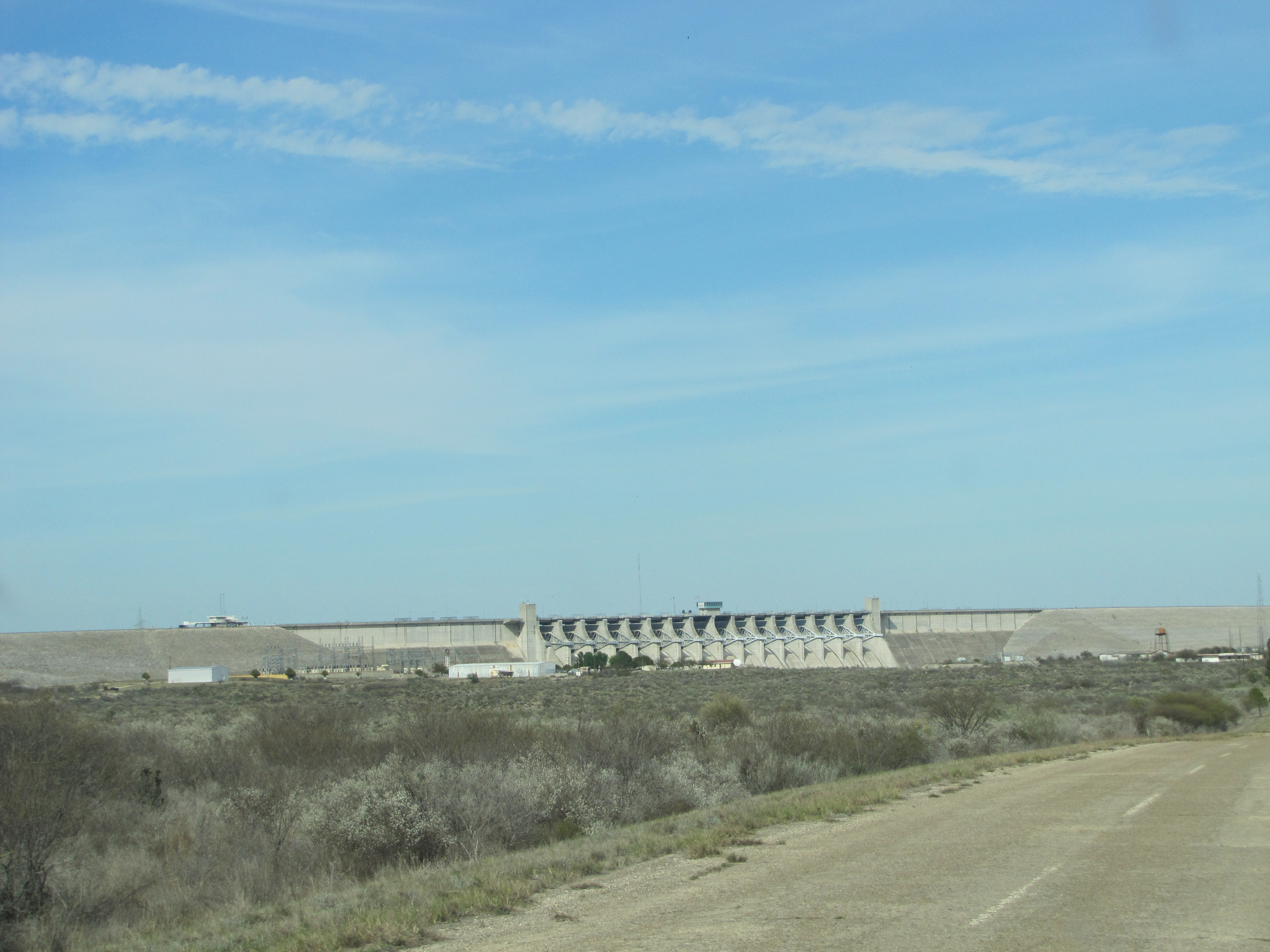
Плотина Амистад